# Timex Sinclair 1500

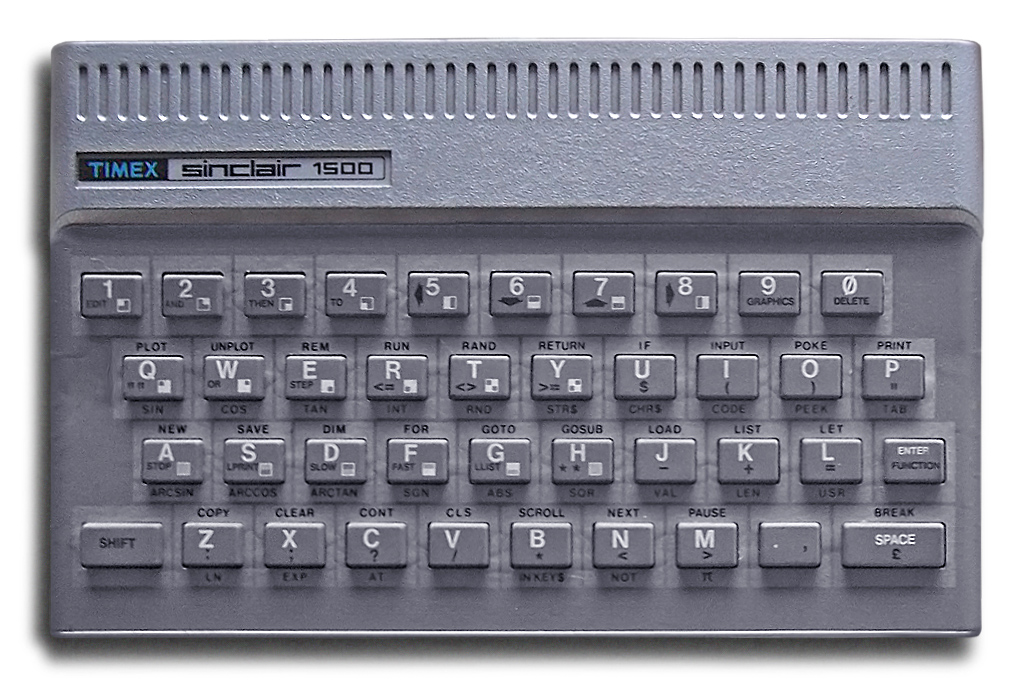
Timex Sinclair 1500

Timex Sinclair 1500 – komputer osobisty będący rozbudowaną wersją komputera Timex Sinclair 1000.
Wersja TS-1500 wprowadzona na rynek w 1983 r. w USA wyposażona była w procesor Zilog Z80A 3.25 Mhz.
Komputer pozwalał na wyświetlanie tekstu w rozdzielczości 32 znaków w 24 liniach (2 linie zarezerwowane na komunikaty systemu), natomiast wyświetlanie grafiki w dwóch kolorach (czerń-biel) o rozdzielczości 64x44 pikseli.
Istotną różnicą w stosunku do wersji TS-1000 jest zmieniony wygląd obudowy, który przypomina ZX Spectrum, będąc jednak srebrnego koloru oraz powiększona ilość pamięci RAM.
- Pamięć ROM: 8 kB
- Pamięć RAM: 16 kB
- Porty: szyna Z80, magnetofon, wyjście TV
- Wymiary: 23 x 14,4 x 3 cm / 550g
- Zasilanie: 9 V stałe
- Klawiatura: 40 gumowych klawiszy
- System operacyjny: Sinclair BASIC